# Voyage au pays de la peur
Pour plus de détails, voir Fiche technique et Distribution.
Voyage au pays de la peur (Journey Into Fear) est un film d'espionnage américain réalisé par Norman Foster sorti en 1943. Il est une adaptation d'un roman d'Eric Ambler.
Welles devait initialement réaliser ce film, mais un conflit éclata entre lui et la RKO Pictures durant la post-production, peu après l'échec commercial de La Splendeur des Amberson. Le film lui échappe et est signé par Norman Foster. Welles a participé à l'écriture du scénario et à la production. Les critiques et historiens de cinéma considèrent aujourd'hui que Welles a supervisé une grande partie du tournage[réf. nécessaire]. Il n'est officiellement crédité que comme acteur.
Un remake a été réalisé en 1975 par Daniel Mann.

## Synopsis

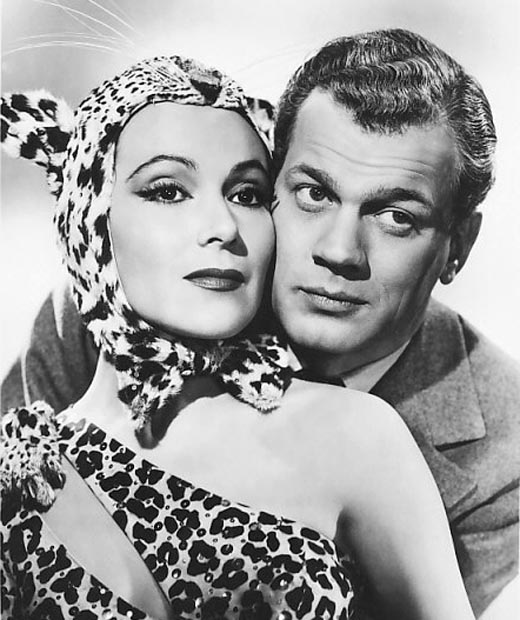
Dolores del Rio et Joseph Cotten

Pendant la Seconde Guerre mondiale à Istanbul, un ingénieur en armement américain manque de se faire assassiner dans un cabaret par des agents nazis. Les services secrets locaux lui font quitter le pays par la mer Noire, mais le navire discret utilisé se trouve rempli de passagers interlopes, et l'ingénieur ne sait plus à qui se fier.

## Fiche technique
- Titre : Voyage au pays de la peur
- Titre original : Journey Into Fear
- Réalisation : Norman Foster et Orson Welles (non crédité)
- Scénario : Joseph Cotten, Orson Welles (non crédité) d'après un roman d'Eric Ambler
- Production : Jack Moss et George Schaefer
- Société de production : RKO Pictures, Mercury Production (non crédité)
- Musique : Roy Webb et Rex Dunn
- Photographie : Karl Struss
- Direction artistique : Albert S. D'Agostino, Mark-Lee Kirk
- Décors de plateau : Ross Dowd, Darrell Silvera
- Costumes : Edward Stevenson (robes)
- Montage : Mark Robson
- Pays de production : États-Unis
- Format : Noir et blanc - 1.37 : 1 - Mono - 35 mm - Son : Mono ( (RCA Sound System)
- Genre : Film d'espionnage
- Durée : 68 minutes
- Dates de sortie :
  - États-Unis :12 février 1943
  - France : 17 juin 1947

## Distribution
Note : Les voix françaises indiquées ci-dessous sont extraites du second doublage.
- Joseph Cotten (VF : Bernard Murat) : Howard Graham
- Dolores del Rio (VF : Perrette Pradier) : Josette Martel
- Ruth Warrick : Madame Stephanie Graham
- Agnes Moorehead : Madame Mathews
- Jack Durant (VF : Claude Joseph) : Gogo Martel
- Everett Sloane : Kopeikin
- Eustace Wyatt : Professeur Haller
- Frank Readick : Matthews
- Edgar Barrier : Monsieur Kuvetli
- Jack Moss : Peter Banat
- Stefan Schnabel : Le commissaire de bord
- Hans Conried : Lang Sang
- Robert Meltzer : Le steward du navire
- Richard Bennett : Le capitaine du navire
- Orson Welles (VF : Georges Aminel) : Le colonel Haki

Et, parmi les acteurs non crédités :
- Ivan Lebedeff : Un témoin
- Frank Puglia : L'aide de camp du colonel Haki